# White Lake (Wisconsin)
Pour les articles homonymes, voir White Lake.
White Lake est un village du comté de Langlade, dans l'État du Wisconsin, aux États-Unis. En 2020, il comptait une population de 262 habitants.